# Commonwealth Games 1998/Badminton (Dameneinzel)
Folgend die Ergebnisse und Platzierungen bei den Commonwealth Games 1998 im Dameneinzel im Badminton.

## Ergebnisse

### 1. Runde
- Kelly Morgan –  Mara Faletoese: 11-0, 11-0
- Denyse Julien –  Meagan Heale: 11-0, 11-2
- Michelle Edwards –  Cindy Arthur: 10-13, 11-2, 11-3
- Dishanti Dharmasena –  Terry Leyow: 11-5, 11-1
- Dilhani de Silva –  Nigella Saunders: 11-4, 11-3
- Aparna Popat –  A'E Wilson: 11-1, 11-1
- Zarinah Abdullah –  Vandanah Seesurun: 11-5, 11-4
- Elizabeth Cann –  Jayne Plunkett: 11-3, 11-0
- Fiona Sneddon –  Solenn Pasturel: 11-0, 11-1
- Woon Sze Mei –  Anusha Dajee: 11-0, 11-1
- Kellie Lucas –  Inoka Rohini de Silva: 11-5, 11-5
- Amanda Carter –  Kam Boi Joe: 11-1, 11-0
- Ng Mee Fen –  Alya Lewis: 11-3, 11-5
- Rebecca Pantaney –  Jenelle Cudjoe: 11-5, 11-2
- P. V. V. Lakshmi –  Geraldine Agnes Yee: 11-3, 11-2
- Chandrika de Silva –  Shackerah Cupidon: 11-9, 11-6
- Tracey Hallam –  Sabrina Cassie: 11-1, 11-1
- Julia Mann –  Zeudi Mack: 11-0, 11-1
- Michaela Smith –  Lina Fourie: 11-8, 11-7
- Gail Osborne –  Lucy Burns: 11-0, 11-1
- Rhona Robertson –  Katy Howell: 11-2, 11-0
- Manjusha Kanwar –  Amrita Sawaram: 11-1, 11-1
- Rayoni Head –  Nellie Gordon: 11-1, 11-0
- Natasha Groves-Burke –  Claire Henderson: 11-7, 11-6
- Rebecca Gordon –  Beverly Tang Choon: 11-6, 11-0
- Law Pei Pei –  Sarah Le Moigne: 11-0, 11-1
- Li Feng –  Danielle Le Feuvre: 11-9, 11-2
- Charmaine Reid –  Phyllis Gordon: 11-1, 11-0
- Anne Gibson –  Sarah Hicks: 11-6, 11-3
- Neelima Chowdary –  Gillian Martin: 11-4, 11-1

### 2. Runde
- Rebecca Gordon –  Jody Patrick: 11-1, 7-11, 11-3
- Denyse Julien –  Rayoni Head: 11-4, 11-4
- Michelle Edwards –  Kellie Lucas: 11-4, 6-11, 11-3
- Neelima Chowdary –  Elizabeth Cann: 6-11, 11-6, 11-2
- Tracey Hallam –  Fiona Sneddon: 11-8, 11-0
- Rhona Robertson –  Dilhani de Silva: 11-2, 11-3
- Ng Mee Fen –  Li Feng: 11-4, 11-3
- Aparna Popat –  Natasha Groves-Burke: 11-0, 11-0
- Kelly Morgan –  Pameesha Dishanthi: 11-0, 11-1
- Rebecca Pantaney –  Kirsteen McEwan: 11-1, 11-8
- Anne Gibson –  Gail Osborne: 11-3, 11-0
- Woon Sze Mei –  P. V. V. Lakshmi: 8-11, 11-1, 11-3
- Zarinah Abdullah –  Michaela Smith: 11-2, 11-1
- Julia Mann –  Law Pei Pei: 9-11, 11-7, 11-1
- Manjusha Kanwar –  Charmaine Reid: 11-6, 11-6
- Amanda Carter –  Chandrika de Silva: 2:

### Endrunde
|  | Achtelfinale | Achtelfinale     | Achtelfinale | Achtelfinale | Achtelfinale |  |  | Viertelfinale | Viertelfinale    | Viertelfinale | Viertelfinale | Viertelfinale |  |  | Halbfinale    | Halbfinale | Halbfinale | Halbfinale | Halbfinale |  |  | Finale | Finale | Finale | Finale | Finale |
|  |              |                  |              |              |              |  |  |               |                  |               |               |               |  |  |               |            |            |            |            |  |  |        |        |        |        |        |
|  |              | Kelly Morgan     | 11           | 11           |              |  |  |               |                  |               |               |               |  |  |               |            |            |            |            |  |  |        |        |        |        |        |
|  |              | Neelima Chowdary | 3            | 1            |              |  |  |               | Kelly Morgan     | 11            | 11            |               |  |  |               |            |            |            |            |  |  |        |        |        |        |        |
|  |              | Zarinah Abdullah | 11           | 11           |              |  |  |               | Zarinah Abdullah | 5             | 3             |               |  |  |               |            |            |            |            |  |  |        |        |        |        |        |
|  |              | Rebecca Gordon   | 8            | 6            |              |  |  |               |                  |               |               |               |  |  | Kelly Morgan  | 11         | 11         |            |            |  |  |        |        |        |        |        |
|  |              | Tracey Hallam    | 8            | 11           | 11           |  |  |               |                  |               |               |               |  |  | Tracey Hallam | 6          | 4          |            |            |  |  |        |        |        |        |        |
|  |              | Denyse Julien    | 11           | 7            | 2            |  |  |               | Tracey Hallam    | 11            | 8             | 11            |  |  |               |            |            |            |            |  |  |        |        |        |        |        |
|  |              | Rhona Robertson  | 11           | 11           |              |  |  |               | Rhona Robertson  | 9             | 11            | 9             |  |  |               |            |            |            |            |  |  |        |        |        |        |        |
|  |              | Woon Sze Mei     | 2            | 3            |              |  |  |               |                  |               |               |               |  |  | Kelly Morgan  | 13         | 11         |            |            |  |  |        |        |        |        |        |
|  |              | Aparna Popat     | 11           | 11           |              |  |  |               |                  |               |               |               |  |  | Aparna Popat  | 10         | 5          |            |            |  |  |        |        |        |        |        |
|  |              | Rebecca Pantaney | 4            | 8            |              |  |  |               | Aparna Popat     | 11            | 13            |               |  |  |               |            |            |            |            |  |  |        |        |        |        |        |
|  |              | Ng Mee Fen       | 11           | 11           |              |  |  |               | Ng Mee Fen       | 7             | 10            |               |  |  |               |            |            |            |            |  |  |        |        |        |        |        |
|  |              | Michelle Edwards | 2            | 2            |              |  |  |               |                  |               |               |               |  |  | Aparna Popat  | 11         | 12         | 13         |            |  |  |        |        |        |        |        |
|  |              | Julia Mann       | 4            | 11           | 11           |  |  |               |                  |               |               |               |  |  | Julia Mann    | 8          | 13         | 11         |            |  |  |        |        |        |        |        |
|  |              | Manjusha Kanwar  | 11           | 3            | 3            |  |  |               | Julia Mann       | 11            | 11            |               |  |  |               |            |            |            |            |  |  |        |        |        |        |        |
|  |              | Anne Gibson      | 13           | 11           |              |  |  |               | Anne Gibson      | 3             | 7             |               |  |  |               |            |            |            |            |  |  |        |        |        |        |        |
|  |              | Amanda Carter    | 10           | 3            |              |  |  |               |                  |               |               |               |  |  |               |            |            |            |            |  |  |        |        |        |        |        |

## Endstand
| Platz   | Name                    | Land                |
| ------- | ----------------------- | ------------------- |
| Gold    | Kelly Morgan            | Wales               |
| Silber  | Aparna Popat            | Indien              |
| Bronze  | Tracey Hallam           | England             |
| Bronze  | Julia Mann              | England             |
| 5.–8.   | Rhona Robertson         | Neuseeland          |
| 5.–8.   | Ng Mee Fen              | Malaysia            |
| 5.–8.   | Anne Gibson             | Schottland          |
| 5.–8.   | Zarinah Abdullah        | Singapur            |
| 9.–16.  | Denyse Julien           | Kanada              |
| 9.–16.  | Rebecca Pantaney        | England             |
| 9.–16.  | Rebecca Gordon          | Neuseeland          |
| 9.–16.  | Amanda Carter           | Neuseeland          |
| 9.–16.  | Manjusha Kanwar         | Indien              |
| 9.–16.  | Neelima Chowdary        | Indien              |
| 9.–16.  | Woon Sze Mei            | Malaysia            |
| 9.–16.  | Michelle Edwards        | Südafrika           |
| 17.–32. | Charmaine Reid          | Kanada              |
| 17.–32. | Jody Patrick            | Kanada              |
| 17.–32. | Li Feng                 | Neuseeland          |
| 17.–32. | Kellie Lucas            | Australien          |
| 17.–32. | Michaela Smith          | Australien          |
| 17.–32. | Rayoni Head             | Australien          |
| 17.–32. | P. V. V. Lakshmi        | Indien              |
| 17.–32. | Elizabeth Cann          | Jersey              |
| 17.–32. | Law Pei Pei             | Malaysia            |
| 17.–32. | Kirsteen McEwan         | Schottland          |
| 17.–32. | Fiona Sneddon           | Schottland          |
| 17.–32. | Dilhani de Silva        | Sri Lanka           |
| 17.–32. | Pameesha Dishanthi      | Sri Lanka           |
| 17.–32. | Chandrika de Silva      | Sri Lanka           |
| 17.–32. | Gail Osborne            | Wales               |
| 17.–32. | Natasha Groves-Burke    | Wales               |
| 33.     | Cindy Arthur            | Kanada              |
| 33.     | Sarah Hicks             | Australien          |
| 33.     | Kam Boi Joe             | Fidschi             |
| 33.     | Geraldine Agnes Yee     | Fidschi             |
| 33.     | Liakimoui Mapa          | Fidschi             |
| 33.     | Felicitas Matlane Cheer | Fidschi             |
| 33.     | Sarah Le Moigne         | Guernsey            |
| 33.     | Terry Leyow             | Jamaika             |
| 33.     | Nigella Saunders        | Jamaika             |
| 33.     | Alya Lewis              | Jamaika             |
| 33.     | Shackerah Cupidon       | Jamaika             |
| 33.     | Lucy Burns              | Jersey              |
| 33.     | Solenn Pasturel         | Jersey              |
| 33.     | Danielle Le Feuvre      | Jersey              |
| 33.     | Anusha Dajee            | Mauritius           |
| 33.     | Amrita Sawaram          | Mauritius           |
| 33.     | Vandanah Seesurun       | Mauritius           |
| 33.     | Claire Henderson        | Nordirland          |
| 33.     | Jayne Plunkett          | Nordirland          |
| 33.     | Nellie Gordon           | Samoa               |
| 33.     | A'E Wilson              | Samoa               |
| 33.     | Phyllis Gordon          | Samoa               |
| 33.     | Mara Faletoese          | Samoa               |
| 33.     | Gillian Martin          | Schottland          |
| 33.     | Lina Fourie             | Südafrika           |
| 33.     | Meagan Heale            | Südafrika           |
| 33.     | Inoka Rohini de Silva   | Sri Lanka           |
| 33.     | Beverly Tang Choon      | Trinidad und Tobago |
| 33.     | Sabrina Cassie          | Trinidad und Tobago |
| 33.     | Zeudi Mack              | Trinidad und Tobago |
| 33.     | Jenelle Cudjoe          | Trinidad und Tobago |
| 33.     | Katy Howell             | Wales               |